# Гумовий штамп
Гумовий штамп (англ. rubber stamp) — політична метафора, що походить з англійської мови та означає особу чи установу, які мають значну владу де-юре, але невелику владу де-факто — через що рідко або ніколи не суперечить могутнішим організаціям чи інституціям. Історик Едвард С. Елліс використовував термін іграшковий парламент для опису законодавчого органу, що є «гумовим штампом».

## Функція
У ситуаціях, коли підпис цієї вищої посадової особи може часто вимагатися для звичайної роботи з документами, використовується буквальний гумовий штамп зі схожістю на власноручний підпис. По суті, цей термін призначений для передачі підтвердження без ретельного обдумування чи особистого інвестування в результат, особливо через те, що це вважається обов'язком штампувальника. У ситуації, коли законодавчий орган диктатури є «гумовою печаткою», накази, які він має схвалити, є формальністю, яку просто потрібно формально узаконити. Зазвичай таке затвердження робиться для створення поверхневої видимості законодавчої та диктаторської гармонії, а не тому, що законодавчий орган має фактичну владу..
У конституційній монархії чи парламентській республіці глави держав зазвичай є «гумовими печатками» (або номінальними головами) для обраного парламенту, навіть якщо вони законно мають значні повноваження або не згодні з рішеннями парламенту.
Законодавчі органи за типом «гумовий штамп», можуть існувати навіть у демократичних країнах, якщо це дозволяє інституційна домовленість.

## Приклади
У багатьох випадках відмова конституційного монарха підтримати закони, прийняті парламентом, може спровокувати конституційну кризу. Наприклад, коли король Бельгії Бодуен через свої релігійні заперечення відмовився підписати законопроєкт про легалізацію абортів у квітні 1990 року, федеральний парламент Бельгії оголосив його тимчасово нездатним правити. Це рішення на один день передало його повноваження Кабінету міністрів, а отже подолало його вето.

### Законодавчі органи
Історик Едвард С. Елліс описав Генеральну асамблею Османської імперії під керівництвом султана Османської імперії Абдул Гаміда II як іграшковий парламент. Він був створений у 1876 році з єдиною метою задобрити європейські держави.
Одним із найвідоміших прикладів інституції "гумовий штамп" є Рейхстаг нацистської Німеччини, який одноголосно підтверджував усі рішення, ухвалені Адольфом Гітлером та найвищими членами нацистської партії. Багато законодавчих органів авторитарних й тоталітарних країн є «гумовими штампами», зокрема комуністичні парламенти, як-от Китайський Всекитайський Народний Конгрес або Італійська Палата Фасцій та Корпорацій за доби фашистської диктатури.
Починаючи з виборів 2003 року, Федеральні збори Росії так само називали інституцією «гумовий штамп». Державна дума Росії (нижня палата Федеральних зборів) швидко, не зволікаючи ухвалила низку законів, запропонованих урядом. Анексію українського Криму швидко схвалили у 2014 році, проти проголосував лише один депутат Ілля Пономарьов. Під час російського вторгнення в Україну законодавче схвалення анексії окупованих територій наприкінці 2022 року не зустріло жодного опору, надавши уряду цілковитий контроль.
Інші пропоновані приклади законодавчих органів «гумових штампів»:
Історичні законодавчі органи
- Райхстаг — Третій Рейх
- Палата депутатів, Палата фасцій і корпорацій — Фашистська Італія (1925—1943)
- Генеральна асамблея Османської імперії, Османська імперія
- З'їзд рад СРСР, Верховна Рада СРСР — Союз Радянських Соціалістичних Республік
- Народна палата НДР — Німецька Демократична Республіка[13]
- Національна консультативна асамблея — Імперська Держава Іран[14]
- Федеральний сенат Бразилії — Бразилія за доби військової диктатури між 1977 та 1985[15]
- Народна Рада Сирії — Сирійська Арабська Республіка[16][17][18][19]

Чинні законодавчі органи
- Федеральні збори Росії — Росія[6][7][8][12]
- Парламент Єгипту — Єгипет[20][21][22]
- Ісламська консультативна рада Ірану та Рада експертів (не палата парламенту, а дорадчий орган) — Іран[23] [24]
- Верховні народні збори КНДР — Північна Корея[25]
- Всекитайські збори народних представників — Китайська Народна Республіка
  -  Законодавча рада Гонконгу — Гонконг[26]
  -  Законодавчі збори — Макао[27]